# Прощание (фильм, 2019)
«Прощание» (англ. The Farewell) — американский трагикомедийный фильм 2019 года, снятый режиссёром Лулу Ванг, которая также написала сценарий к фильму. В главных ролях — Аквафина, Ци Ма, Дайана Лин, Чжао Шучжэнь, Лу Хун и Цзян Юнбо.
Фильм получил награду «Золотой глобус» за лучшую женскую роль в комедии или мюзикле (Аквафина), а также номинацию в категории «лучший фильм на иностранном языке». Также фильм был номинирован на премию BAFTA в категории «лучший неанглоязычный фильм».

## Сюжет
Начинающая писательница китайского происхождения уже несколько лет живёт в США. Все это время она не может перестать думать о своей семье, особенно, о своей любимой бабушке. Внезапно выясняется, что бабушка смертельно больна и ей осталось жить совсем недолго. Члены семьи решили не сообщать больной о скорой смерти, чтобы не расстраивать. Вместо этого было решено устроить грандиозный праздник, на котором все смогут попрощаться с умирающей женщиной.

## В ролях
| Актёр         | Роль              |
| ------------- | ----------------- |
| Аквафина      | Билли             |
| Ци Ма         | Хайянь            |
| Дайана Лин    | Цзянь             |
| Чжао Шучжэнь  | Най Най           |
| Лу Хун        | Най Най в детстве |
| Цзян Юнбо     | Хайбин            |
| Чен Хан       | Хао Хао           |
| Аой Мидзухара | Аико              |
| Чен Ханьвэй   |                   |
| Ли Сян        |                   |

## Релиз
Премьера фильма состоялась 25 января 2019 года на 35-м кинофестивале «Сандэнс». В январе 2019 года A24 приобрела права на распространение фильма на территории США. Фильм вышел в прокат 12 июля 2019 года.

## Критика
На агрегаторе Rotten Tomatoes фильм имеет рейтинг 98 % на основе 321 отзыва со средней оценкой 8,54/10. На Metacritic фильм имеет средневзвешенный балл 89 из 100 на основе 47 рецензий, что указывает на «всеобщее признание».

## Награды и номинации
| Год  | Награда                               | Категория                                       | Номинант                    | Результат |
| ---- | ------------------------------------- | ----------------------------------------------- | --------------------------- | --------- |
| 2019 | Готэм                                 | Лучший независимый фильм                        | Лулу Ванг                   | Номинация |
| 2019 | Готэм                                 | Лучшая актриса                                  | Аквафина                    | Победа    |
| 2019 | Готэм                                 | Лучший сценарий                                 | Лулу Ванг                   | Номинация |
| 2019 | Готэм                                 | Приз зрительских симпатий                       | Лулу Ванг                   | Номинация |
| 2019 | Национальный совет кинокритиков США   | ТОП — 10 независимых фильмов года               | Лулу Ванг                   | Победа    |
| 2020 | Золотой глобус                        | Лучшая актриса — мюзикл или комедия             | Аквафина                    | Победа    |
| 2020 | Золотой глобус                        | Лучший фильм на иностранном языке               | Лулу Ванг                   | Номинация |
| 2020 | BAFTA                                 | Лучший иностранный фильм                        | Лулу Ванг                   | Номинация |
| 2020 | Американская ассоциация монтажёров    | Лучший монтаж в художественном фильме — комедия | Майкл Тейлор Мэттью Фридман | Номинация |
| 2020 | Выбор критиков                        | Лучший комедийный фильм                         | Лулу Ванг                   | Номинация |
| 2020 | Выбор критиков                        | Лучшая актриса                                  | Аквафина                    | Номинация |
| 2020 | Выбор критиков                        | Лучшая актриса второго плана                    | Чжао Шучжэнь                | Номинация |
| 2020 | Выбор критиков                        | Лучший оригинальный сценарий                    | Лулу Ванг                   | Номинация |
| 2020 | Ассоциация кинокритиков Чикаго        | Лучшая актриса                                  | Аквафина                    | Номинация |
| 2020 | Ассоциация кинокритиков Чикаго        | Лучшая актриса второго плана                    | Чжао Шучжэнь                | Номинация |
| 2020 | Ассоциация кинокритиков Чикаго        | Лучший оригинальный сценарий                    | Лулу Ванг                   | Номинация |
| 2020 | Ассоциация кинокритиков Чикаго        | Лучший фильм на иностранном языке               | Лулу Ванг                   | Номинация |
| 2020 | Ассоциация кинокритиков Чикаго        | Лучший дебютный фильм                           | Лулу Ванг                   | Победа    |
| 2020 | Независимый дух                       | Лучший актерский ансамбль                       | н/д                         | Номинация |
| 2020 | Независимый дух                       | Лучший дебютный фильм                           | Лулу Ванг                   | Номинация |
| 2020 | Независимый дух                       | Лучший фильм                                    | Лулу Ванг                   | Победа    |
| 2020 | Независимый дух                       | Лучшая актриса второго плана                    | Чжао Шучжэнь                | Победа    |
| 2020 | Ассоциация кинокритиков Лос-Анджелеса | Лучшая актриса второго плана                    | Чжао Шучжэнь                | Номинация |
| 2020 | Спутник                               | Лучший фильм — мюзикл или комедия               | Лулу Ванг                   | Номинация |
| 2020 | Спутник                               | Лучшая актриса — мюзикл или комедия             | Аквафина                    | Победа    |
| 2020 | Спутник                               | Лучшая актриса второго плана                    | Чжао Шучжэнь                | Номинация |
| 2020 | Спутник                               | Лучший оригинальный сценарий                    | Лулу Ванг                   | Номинация |